# فرانك هارلان فريدمان
فرانك هارلان فريدمان (بالإنجليزية: Frank Harlan Freedman)‏ (و. 1924 – 2003 م) هو ضابط، ومحامي، وقاضي، وسياسي من الولايات المتحدة الأمريكية.